# Symphonie no 69 de Joseph Haydn
Laudon

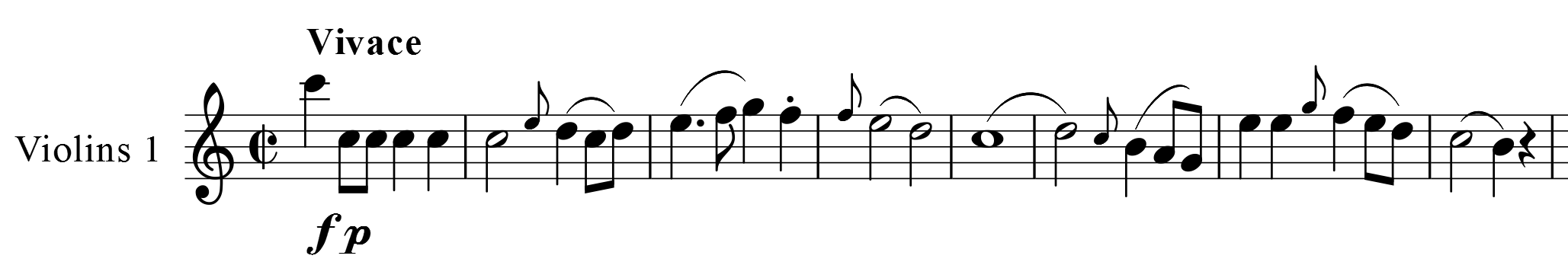

La Symphonie no 69 en do majeur surnommée Laudon Hob. I:69 est une symphonie du compositeur autrichien Joseph Haydn. Composée en 1775-1776, l’œuvre d'une durée approximative de 25 minutes comporte quatre mouvements : Vivace, Un poco adagio più tosto andante, Menuet et Presto.

## Instrumentation
- deux hautbois, deux bassons, deux cors, deux trompettes, timbales, cordes.